# Борисов, Сергей Степанович
Сергей Степанович Борисов (сентябрь 1889, станица Алтайская, Семипалатинской область — 10 сентября 1937, Москва) — советский дипломат и разведчик, руководитель секретной экспедиции НКИД СССР на Тибет.

## Биография
Родился в станице Алтайской Семипалатинской области. Национальность была указана как ойрот, то есть алтаец. Учился в гимназии, занимался литературной деятельностью. После февральской революции примыкал к меньшевикам, входил в группу Плеханова. В середине 1917 года был избран членом Алтайской горной думы и гласным Бийского уездного земства. С 10 августа по 27 сентября 1917 года служил заместителем председателя, а затем до 24 января 1918 - секретарём и членом Алтайского губернского исполнительного комитета (временной Алтайской губернской земской управы). В октябре 1917 года участвовал в Томске в работе первого Сибирского областного съезда. В августе 1918 года состоял членом Сибирской Областной Думы от Алтайской Губернской Земской Управы. Весной 1918 был во Владивостоке. В мае 1918 по заданию П. Я. Дербера вернулся в Западную Сибирь для обеспечения связи с Западно-Сибирским комиссариатом. В июне-июле 1918 года был членом Бийского уездного комиссариата Временного Сибирского правительства.  С начала 1920-х годов член ВКП(б). В 1921—1922 годах — сотрудник Дальневосточного секретариата ИККИ. Затем в 1922—1933 и 1935—1937 годах работал в Восточном отделе НКИД. Последняя должность — помощник заведующего восточным отделом Наркомата иностранных дел СССР. В 1930—1935 годах — член Монгольской комиссии АН СССР. Курировал от Наркомата Иностранных дел научные исследования, проводимые АН СССР в Монголии. В 1935 году — секретарь Монгольской комиссии Политбюро.
В 1923 году под руководством Сергея Борисова была направлена секретная экспедиция в Тибет, организованная НКИД СССР и Коминтерном. Целью данной миссии было исследование возможностей коммунистического движения в Тибете. Она проходила под прикрытием буддийского паломничества в Лхасу. Борисов был одет в облачение паломника, а в состав его отряда были включены несколько подлинных буддистов, отобранных для этой цели Агваном Доржиевым. В их числе был и калмык Лиджиин Кеераб, оставшийся для дальнейшего обучения в Лхасе и позднее ставший основателем первого буддийского монастыря в США.
8 июня 1937 года арестован НКВД. 10 сентября 1937 года Военной коллегией Верховного суда СССР по обвинению в шпионаже и участии в контрреволюционной организации приговорён к расстрелу. Расстрелян в тот же день. Прах похоронен на Донском кладбище в Москве.
8 декабря 1956 года реабилитирован Военной коллегией Верховного суда СССР

## Адрес
- 1937 — Москва, Хоромный туп., д.2/6, кв.67.

### Рекомендованные источники
- Андреев А. И. Тибет в политике царской, советской и постсоветской России. - СПб.: Изд-во СПбГУ, Изд-во А. Терентьева "Нартанг", 2006. - 464 с.- ISBN 5-288-03813-9. - ISBN 5-901-94116-0